# Linha de Bótnia
A Linha de Bótnia (em sueco: Botniabanan) é uma via férrea de alta velocidade que liga Nyland a Umeå, conectando assim a Ångermanland com Västerbotten, e ligando uma série de cidades da costa da Norrland.                                                     É traficada por comboios (br: trens) de passageiros e de transporte de cargas, permitindo velocidades até os 250 km.

Tem uma extensão de 190 km, via única, completamente eletrificada, passando por 143 pontes, e 16 túneis.                                                                                                 

Está ligada a duas outras linhas:

- Linha do Norte da Norrland (Stambanan genom Övre Norrland)” em Umeå
- Linha de Ådal (Ådalsbanan)” em Nyland

## Itinerário
A linha atravessa as cidades:

- Umeå
- Hörnefors
- Nordmaling
- Husum
- Örnsköldsvik
- Nyland

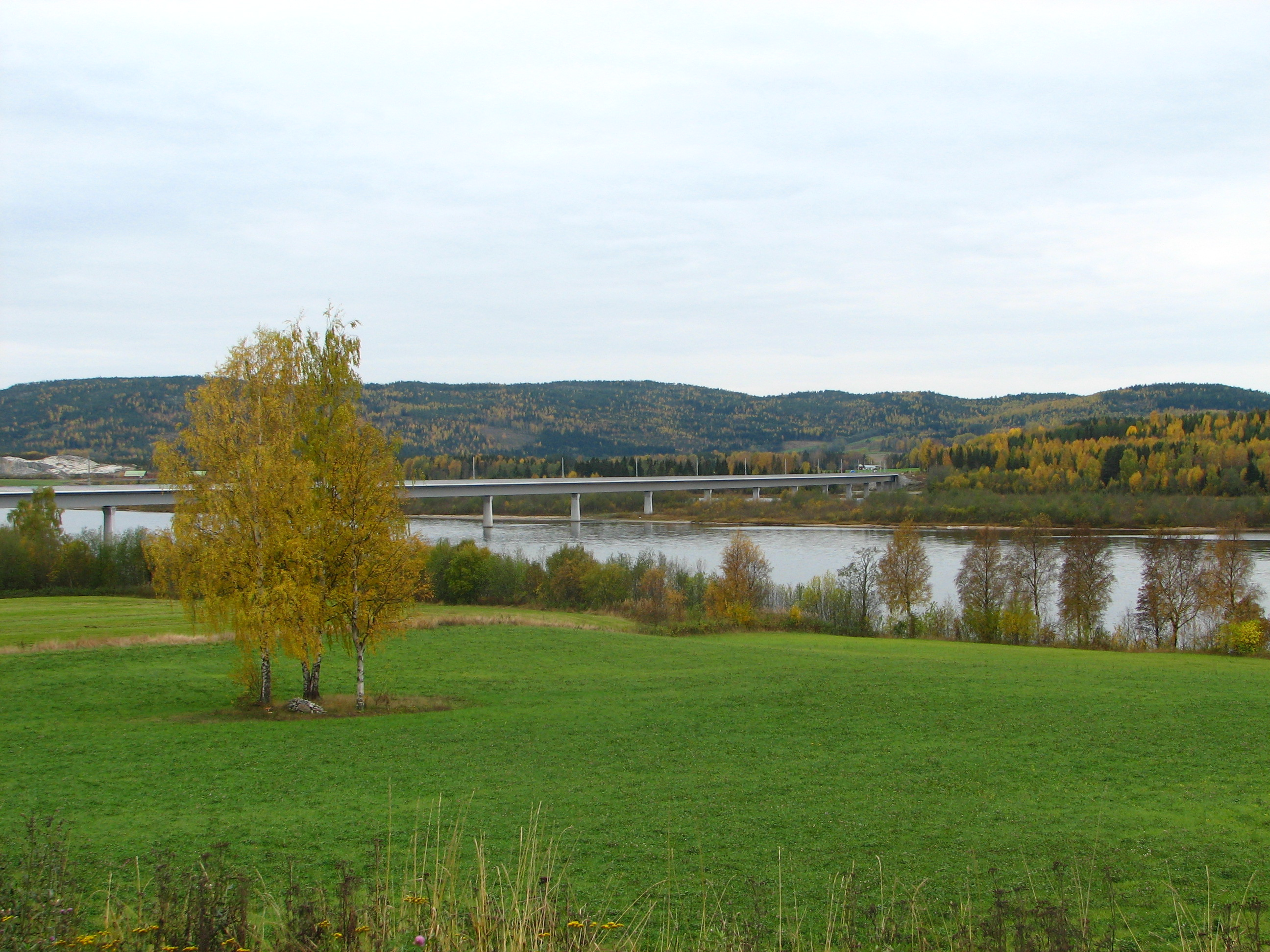
Ponte ferroviária sobre o rio Ångermanälven
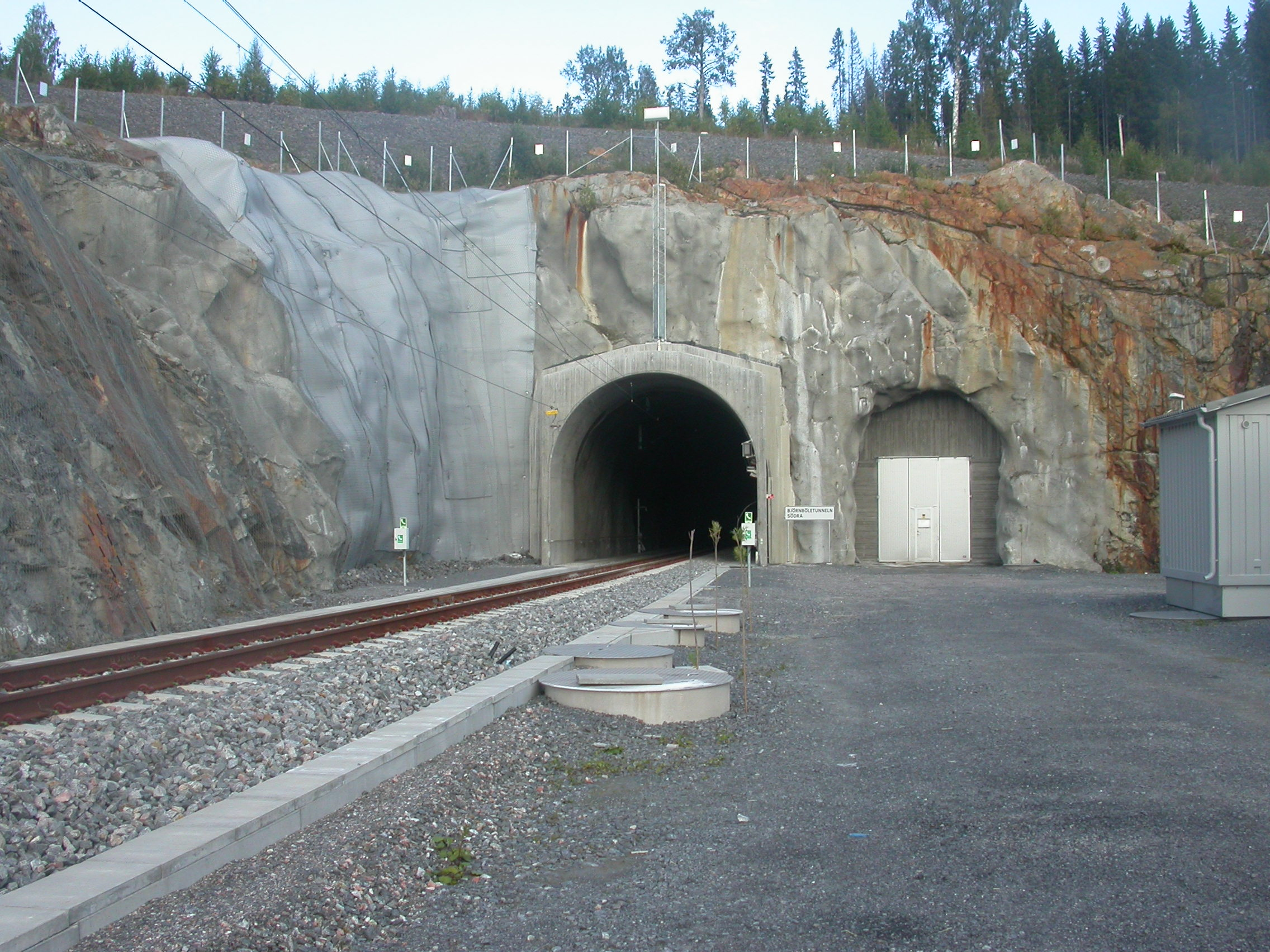
Túnel Björnböletunneln
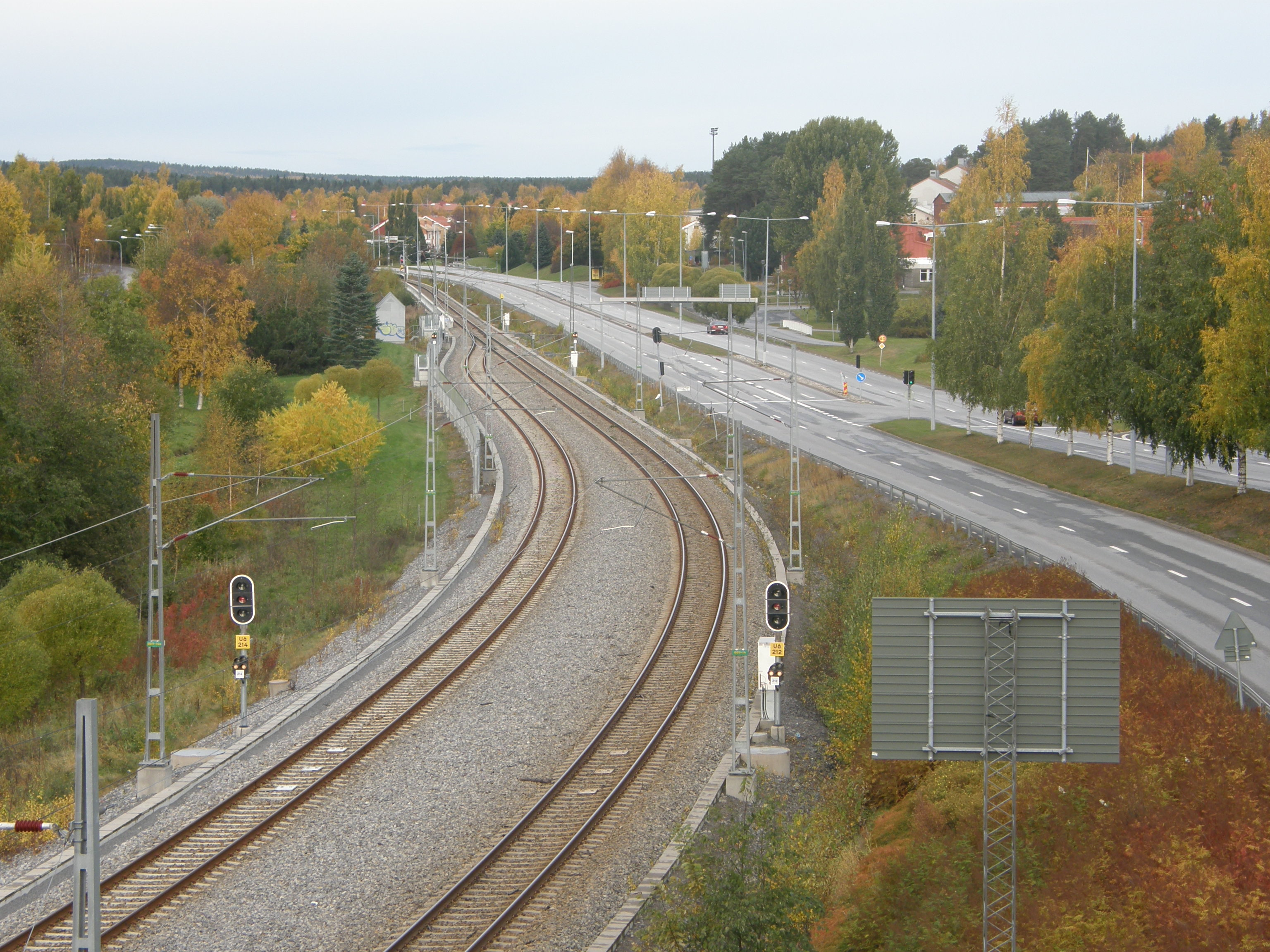
Em Umeå
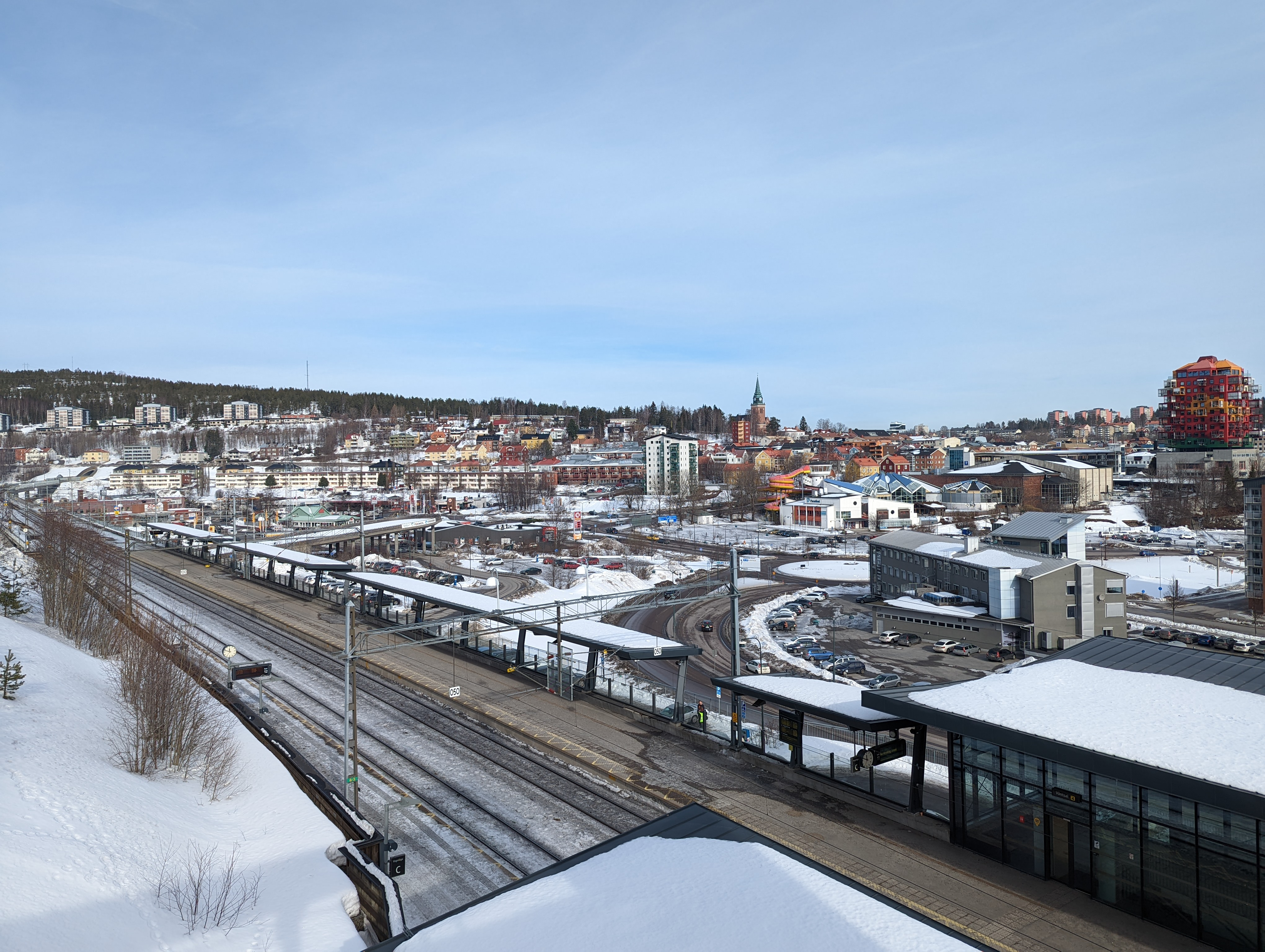
Estação central de Örnsköldsvik